# 트리글라브 (신화)

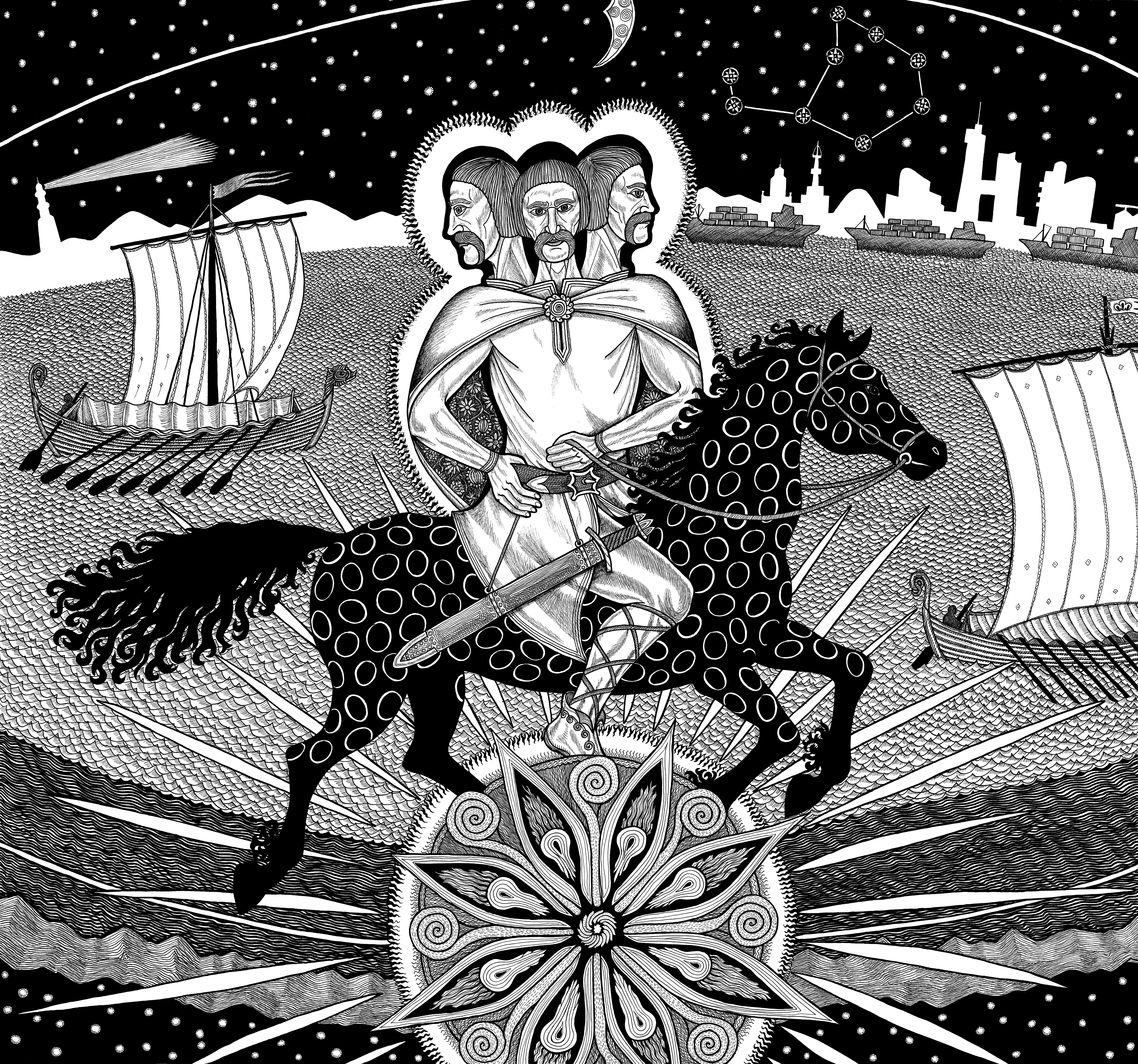
트리글라브

트리글라브(Triglav)는 슬라브 신화에 등장 하는 신 또는 신들의 집합체다.
트리글라브에 대한 정보는 세 가지 출처에서 나왔는데, 가장 오래된 것은 프뤼페닝 수도원의 익명의 수도사가 1146년에 쓴 밤베르크의 주교 성 오토의 삶이고, 두 번째 출처는 수도사 에보가 1151년에 쓴 밤베르크의 주교 성 오토의 삶이며, 세 번째는 수도사 헤르보르드가 1158-1159년경에 쓴 밤베르크의 성 오토의 삶에 대한 대화다.